# Марянка (Володавський повіт)
Марянка (пол. Marianka) — село в Польщі, у гміні Старий Брус Володавського повіту Люблінського воєводства.
Населення — 118 осіб (2011).
У 1975-1998 роках село належало до Холмського воєводства.

## Демографія
Демографічна структура станом на 31 березня 2011 року:
|          | Загалом | Допрацездатний вік | Працездатний вік | Постпрацездатний вік |
| -------- | ------- | ------------------ | ---------------- | -------------------- |
| Чоловіки | 62      | 12                 | 40               | 10                   |
| Жінки    | 56      | 12                 | 27               | 17                   |
| Разом    | 118     | 24                 | 67               | 27                   |